# Robert Strobl (Fußballspieler)
Robert Strobl (* 24. Oktober 1985 in Güssing) ist ein ehemaliger österreichischer Fußballspieler.

## Karriere
Strobl begann im Alter von sieben Jahren beim unterklassigen Verein USV Söchau, wo er die verschiedenen Altersstufen durchlief, Fußball zu spielen. Im Juni 2002 wechselte er zum DUSV Loipersdorf und von dort im Jänner 2004 zum UFC Fehring.
Im Juli 2007 wurde der 182 Zentimeter große Mittelfeldspieler vom SC Weiz für die Regionalliga Mitte (dritte Leistungsstufe) verpflichtet. Gleich in der ersten Saison 2007/08 konnte sich Strobl mit 25 Einsätzen (vier Tore) einen Stammplatz sichern. Nachdem Strobl auch in der Saison 2008/09 mit 29 Einsätzen und vier Toren seine Stärken unter Beweis stellte, wurde er am im Juni 2009 vom Regionalligameister und Erste-Liga-Aufsteiger TSV Hartberg unter Vertrag genommen.
Am 14. Juli 2009 gab Strobl bei der 0:4-Niederlage beim Bundesliga-Absteiger SCR Altach sein Debüt als Fußballprofi für den TSV Hartberg. Er wurde in der 55. Spielminute für Michael Gruber eingewechselt. Mit seinem ersten Profitreffer fixierte er am 3. Oktober 2009 den 2:0-Heimsieg gegen den SC Austria Lustenau. In der Saison 2009/10 bestritt Strobl 29 von 33 Spielen.
Im Sommer 2012 wechselte er zum SV Grödig, mit dem er 2013 in die Bundesliga aufsteigen konnte. Dort konnte sich Grödig drei Saisonen lang halten, ehe man sich 2016 aus dem Profifußball zurückzog und den Gang in die Regionalliga antrat. Trotzdem blieb Strobl dem Verein treu und verlängerte seinen Vertrag.
Zur Saison 2018/19 wechselte er nach sechs Jahren bei Grödig zum viertklassigen Salzburger AK 1914. Seine Karriere ließ er ab 2020 beim SV Kuchl ausklingen und fungierte in dieser Zeit als Mannschaftskapitän. Nachdem er verletzungsbedingt bereits über ein Jahr nicht mehr gespielt hatte, gab er ab 7. April 2024 bei einem 4:2-Heimsieg über den USK Obertrum sein Abschiedsspiel für den Klub, für dessen zweite Mannschaft mit Spielbetrieb in der siebentklassigen 1. Klasse Nord. Zuvor hatte ihm ein Kreuzbandriss, der gleichzeitig seine erste schwere Verletzung in seiner Karriere war, mit anschließender Operation und Reha schwer zugesetzt und ihn lange an einem Comeback gehindert. Mit Saisonende gab der damals 38-Jährige sein Karriereende als Aktiver bekannt.
Zumindest ab 2018 war er im Nachwuchsbereich des SV Grödig als Trainer tätig und erhielt in dieser Zeit die ÖFB-D-Lizenz (Oktober 2018) und die UEFA-C-Lizenz (Juni 2019). In der Saison 2019/20 war er Co-Trainer der Kampfmannschaft des SAK 1914 und gelang ebenfalls noch im Jahr 2020 in den Besitz der UEFA-B-Lizenz.